# (10598) Markrees
(10598) Markrees (1996 TT11) – planetoida z pasa głównego asteroid okrążająca Słońce w ciągu 4,22 lat w średniej odległości 2,61 j.a. Odkryta 13 października 1996 roku.